# Striptease

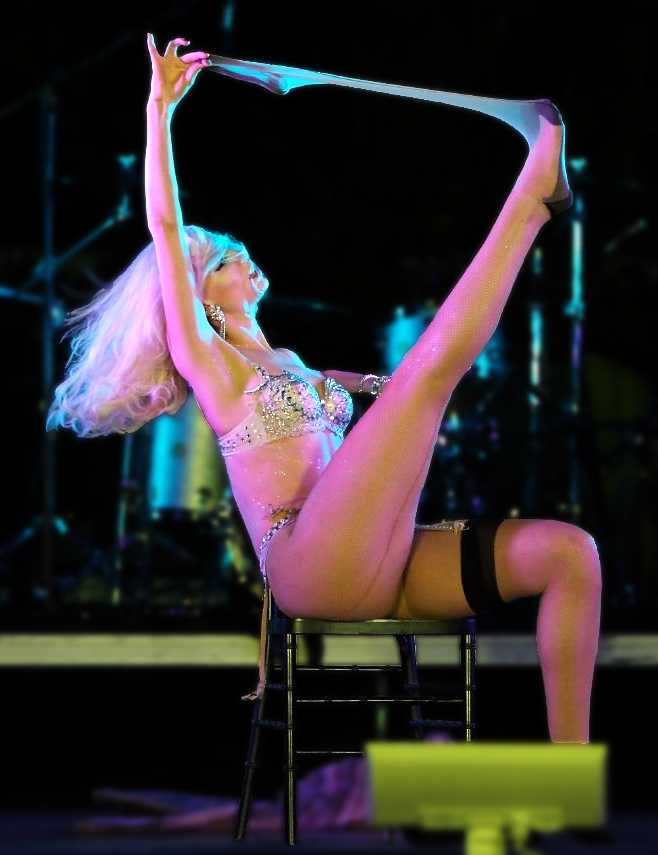
Striptease

Striptease is een manier van dansen waarbij de danser of danseres zich al dansend ontdoet van kleding, het "strippen". Het doel van de striptease is het op een opwindende manier uitkleden, "tease", en niet het naakt zijn. De show gaat dan ook gepaard met veel sensuele bewegingen. Zodra het laatste kledingstuk gestript is, is de show doorgaans ten einde. Soms eindigt de show zelfs iets eerder en blijven de laatste (minimale) kledingstukken aan.
Een stripteaseshow wordt vaak op het toneel uitgevoerd. Dit kan bijvoorbeeld in een nachtclub zijn, maar ook worden stripteasedansers thuis uitgenodigd, bijvoorbeeld voor een vrijgezellen- of verjaardagsfeest.
Een stripteasedanseres heet ook wel stripteaseuse, stripteuse of stripper. In de jaren 1980 verwierven de Chippendales, een groep mannelijke strippers, grote bekendheid.

## Populaire cultuur
In 1996 maakte Andrew Bergman de film Striptease met Demi Moore. In 1997 verscheen de Engelse film The Full Monty over een groep werkloze mijnwerkers, die een stripteaseact begint. Deze werd later bewerkt tot musical.
 Portaal seksualiteit